# Open Gaz de France 2004
Open Gaz de France 2004 — жіночий тенісний турнір, що проходив на закритих кортах з твердим покриттям стадіону П'єр де Кубертен у Парижі (Франція). Належав до турнірів 2-ї категорії в рамках Туру WTA 2004. Тривав з 9 до 15 лютого 2004 року. Перша сіяна Кім Клейстерс здобула титул в одиночному розряді.

## Фінальна частина

### Одиночний розряд
Кім Клейстерс —  Марі П'єрс 6–2, 6–1
- Для Клейстерс це бувs 1-й титул за рік і 31-й титул за кар'єру.

### Парний розряд
Барбара Шетт /  Патті Шнідер —  Сільвія Фаріна-Елія /  Франческа Ск'явоне 6–3, 6–2
- Для Шетт це був єдиний титул за сезон і 13-й - за кар'єру. Для Шнідер це був єдиний титул за сезон і 12-й — за кар'єру.